# جوليا غاما
جوليا فايسهايمر فيرلانغ غاما (بالبرتغالية: Julia Weissheimer Werlang Gama‏) هي ممثلة وعارضة أزياء وملكة جمال برازيلية ولدت في يوم 18 مايو 1993 في مدينة بورتو أليغري في البرازيل. أكملت دراسة الهندسة الكيميائية في جامعة ريو غراندي دو سول الفدرالية. سبق ان فازت بلقب ملكة جمال عالم البرازيل لسنة 2014 لتمثل البرازيل في مسابقة ملكة جمال العالم 2014. في سنة 2020 فازت بلقب ملكة جمال البرازيل ومثلت البلاد في مسابقة ملكة جمال الكون 2020. وفازت بلقب الوصيفة الأولى خلف المكسيكية أندريا ميزا.